# Torrejón de Ardoz
Pour les articles homonymes, voir Torrejón.
Torrejón de Ardoz est une commune espagnole située dans la Communauté de Madrid. Elle est connue principalement pour sa base aérienne.

## Géographie
Torrejón de Ardoz est une ville qui s'étend sur 32 km2 dans le corridor de l'Henares, axe résidentiel et économique de l'aire métropolitaine de Madrid. Son centre urbain est situé à 20 km au nord-est de la capitale.

## Politique et administration
La commune est dirigée par un conseil municipal de 27 membres, élus pour un mandat de quatre ans. Les dernières élections se sont tenues le 28 mai 2023.
| Période | Période  | Identité                  | Étiquette | Qualité |
| ------- | -------- | ------------------------- | --------- | ------- |
| 1999    | 2007     | Trinidad Rollán (en)      | PSOE      |         |
| 2007    | 2015     | Pedro Rollán Ojeda        | PP        |         |
| 2015    | 2023     | Ignacio Vázquez Casavilla | PP        |         |
| 2023    | en cours | Alejandro Navarro Prieto  | PP        |         |

## Culture locale et patrimoine

### Personnalités liées à la ville
- Kate Brown, femme politique américaine.
- Glenn Jacobs, catcheur professionnel américain.
- Pilar Rubio, actrice et présentatrice de télévision espagnole.